# Haishao Shuiku
Haishao Shuiku är en reservoar i Kina. Den ligger i provinsen Yunnan, i den sydvästra delen av landet, omkring 210 kilometer väster om provinshuvudstaden Kunming. I omgivningarna runt Haishao Shuiku växer huvudsakligen savannskog.
Genomsnittlig årsnederbörd är 919 millimeter. Den regnigaste månaden är augusti, med i genomsnitt 222 mm nederbörd, och den torraste är januari, med 7 mm nederbörd.